# ستبرهاگدان

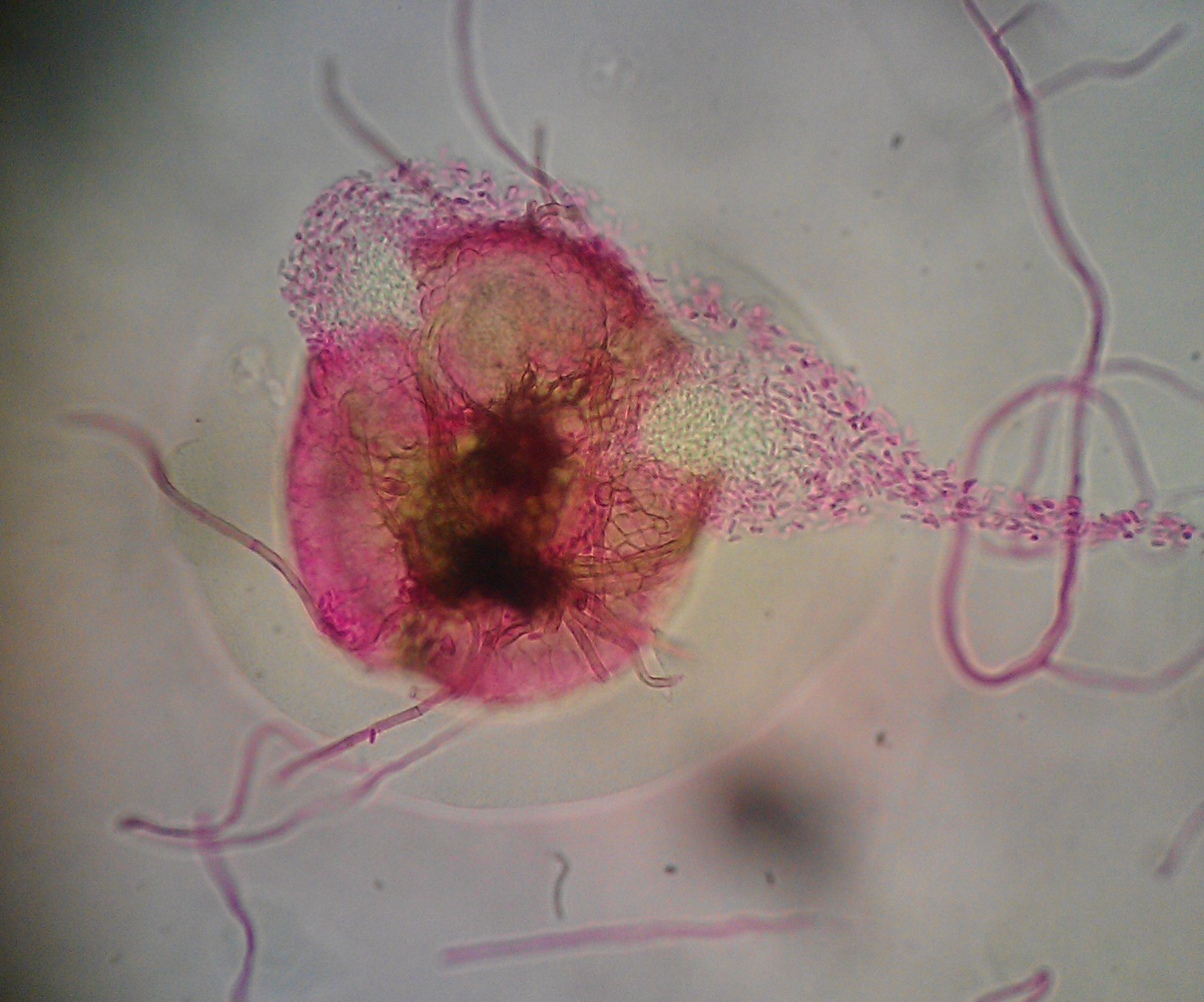
Phoma-Coelomycetes Pycnidium

سِتَبرهاگدان یا پیکنیدیوم (انگلیسی: Pycnidium) نوعی از اندام‌های بارده قارچ‌ها است که تقریباً کروی یا بطری‌مانند است.
ستبرهاگدان‌ها ساختارهای میسلیومی مشابه پریتشیوم در برخی از قارچ‌های کیسه‌ای هستند. ستبرهاگدان که از تداخل جُلینه‌ها (میسلیوم‌ها) ایجاد می‌شود چندین میلیمتر قطر دارد و ممکن است بوسیله دیواره سختی محصور گردد و اطراف آن را نخینه‌های (هیف‌های) محیطی احاطه کنند. به کنیدی‌های درون ستبرهاگدان، پیکنیدیوکونیدی یا پیکمیدیوسپور می‌گویند، که از طریق دهانه (اوستیول) خارج می‌شوند.